# Tigo (Bolivia)
Telefónica Celular de Bolivia S.A., también conocida como Telecel y haciendo negocios como Tigo es una empresa de telecomunicaciones boliviana, propiedad de Millicom.

## Historia
Telefónica Celular de Bolivia comenzó a operar en noviembre de 1990 en la ciudad de Santa Cruz de la Sierra. Fue la primera empresa en ofrecer telefonía móvil en Bolivia bajo la marca Celucash, además de ser el pionero en la venta de tarjetas telefónicas para planes prepago. En 2005, Telecel fue comprada por Tigo.
En 2013, Tigo adquirió la cableoperadora Multivisión por US$20 millones. Un año después, el 25 de junio de 2014, la empresa lanzó su servicio de televisión satelital bajo el nombre de Tigo Star, marca que también se adoptó en el servicio de televisión por cable, reemplazando a Multivisión, ya fusionada en Telecel. La marca Tigo Star finalmente desapareció hacia 2019.

## Servicios

### Telefonía móvil
Tigo es el segundo operador de telefonía móvil en el país. La empresa compite con operadores como Viva y Entel. Otorga servicios sobre redes AMPS/TDMA y GSM/GPRS, ambas en 850 MHz para telefonía móvil. Tigo fue la primera compañía en Bolivia en proveer la tecnología 3.5G para teléfonos móviles. Actualmente cuenta con la red 4G a nivel nacional y esta trabajando para implementar próximamente la tecnología 5G.
Tigo es la primera empresa en Bolivia que ofrece tarjeta ESIM.

### Larga Distancia Nacional e Internacional
Tigo ofrece ofrece larga distancia internacional con el dígito 17.

### Televisión y streaming
Tigo ofrece televisión por suscripción. Ofrece servicios de televisión por cable, que está disponible en ciertas ciudades del país, y de televisión por satélite, que está disponible al nivel nacional. 

#### Tigo Sports
La empresa cuenta con una subsidiaria, Producciones Digitales de Bolivia S.R.L., que se encarga de la producción del canal Tigo Sports, el cual transmite los partidos de la Primera División de Bolivia por televisión y a través de su app.

#### Educa Tigo
Canal educativo dedicado al aprendizaje de niños y adolescentes. 

#### Tigo ONE tv
Televisión mediante app que se instala en dispositivos usando internet.

#### Video bajo demanda
Tigo ofrece su servicio de vídeo bajo demanda Tigo Sports, además de ofrecer paquetes de Amazon Prime Video, HBO Max, Paramount+ y Universal+ en sus planes de televisión digital.

### Internet
Por cableado, así como internet WiMAX.

### Tigo Money
Tigo ofrece desde 2013 Tigo Money, la primera billetera móvil en Bolivia. Y desde 2014, a ella pueden acceder usuarios de sus rivales Entel y Viva.